# Sart-Dames-Avelines
Pour les articles homonymes, voir Sart, Dames (homonymie) et Avelines.
Sart-Dames-Avelines (en wallon : El Saut) est un village du Brabant wallon, situé à la source de la Thyle. Il fait aujourd'hui partie de la commune de Villers-la-Ville, en Brabant wallon (Région wallonne de Belgique). C'était une commune à part entière avant la fusion des communes de 1977.

## Géographie
Le cadastre divise le territoire de Sart-Dames-Avelines en sept sections: le Champ Hulet, Piraumont, le Champ Padrie, la Houlette, Thil, le Bois de la Hutte et la Bruyère.
Cet important village offre à l'agriculture les plaines fertiles des parties méridionales et occidentales de son territoire, mais, aux abords de l'église où le sol s'élève à 128 mètres et vers le « Marais », le relief devient très accidenté et raviné, présentant des pentes rapides parfois rocailleuses. Le point culminant se situe aux alentours du chateau d’eau, à 146 mètres.

## Démographie
- Sources:INS, Rem:1831 jusqu'en 1970=recensements, 1976= nombre d'habitants au 31 décembre

## Histoire

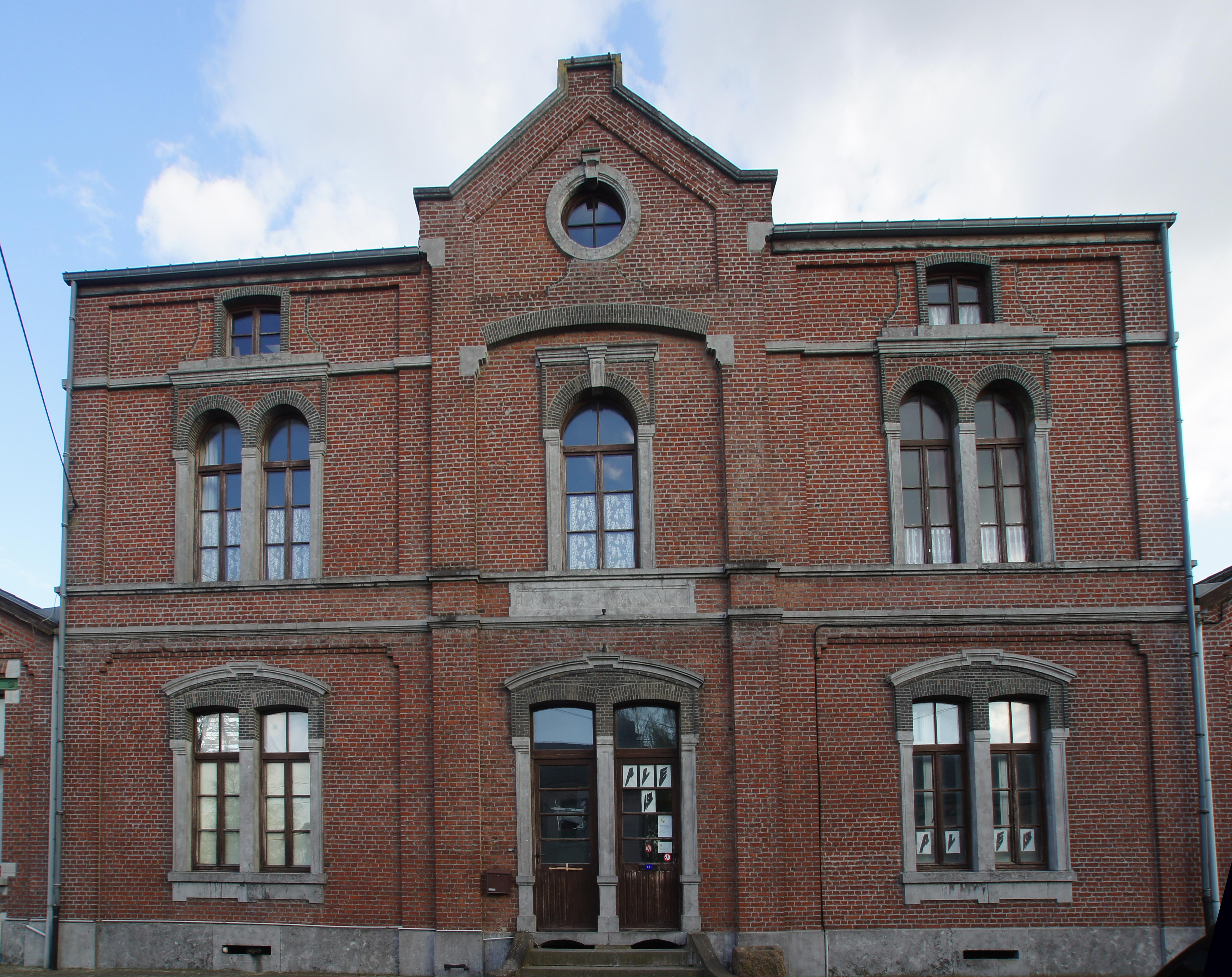
Ancienne maison communale de Sart.

Les villages de la région furent partagés par les grandes abbayes : Sart-Dames n'échappa pas à cette règle puisqu'elle fit partie des terres exploitées par les abbayes de Villers et d'Affligem.
Après de nombreuses dissensions, Villers et Affligem procédèrent, en 1235, à un échange de leurs biens.
Louis Verreycken, (1552-1621) a été seigneur d'Impden (voir Wolvertem), Hammes (Hamme), Sart , Ruart. Son fils Louis-François Verreycken lui a succédé en tant que seigneur de ces localités.
À la fin du XVIIIe siècle, le village actuel est né de la fusion de la commune de Sart-Dames-Avelines (ancienne dépendance du château de Houtain-le-Val) et de la commune de Thill (toutes les sections du cadastre actuel à l'exception de celle de la Houlette et du village). C'est le cours d'eau, le 'ri du Pré des Saules', qui délimitait les communes.
Au début du XIXe siècle, on recensait trois brasseries, deux distilleries, trois moulins à huile et deux moulins à eau. À cette époque, presque tous les ouvriers de la commune étaient des maçons ou des briquetiers et n'hésitaient pas à exporter leur savoir-faire.

## Patrimoine et culture

### Patrimoine architectural et sites
- Une importante nappe aquifère est exploitée par l'entreprise régionale de distribution d'eau et Culligan.
- Quatre châteaux se situent sur le territoire du village: La Bruyère, Cocriamont, La Hutte et Jumerée.
- Une des rues principales du village s'appelle la rue Gustave Linet du nom d'un ancien instituteur devenu chef de l'école communale. On appelait Gustave Linet "El Maîss' Linet" (Dans le Wallon de Sart, un instituteur c'était un Maîss' - Un Maître). Il naquit à Sart-Dames-Avelines le 1er novembre 1878 et y décéda le 30 octobre 1957. Outre sa profession d'instituteur Gustave Linet (que l'on appelait aussi Joseph Linet) était aussi un artiste et plus particulièrement un musicien. Célibataire et habitant avec sa sœur, il fut chef de musique de la fanfare Sartoise "Echos de la Thyle". Il développa l'art théâtral et musical chez de nombreux jeunes à qui il donna des cours individuels de piano. Il écrivit aussi des chansons évoquant des endroits particuliers de Sart-Dames-Avelines ou des événements caractéristiques de la vie du village à son époque.